# Anatolij Diaczenko
Anatolij Mychajłowycz Diaczenko, ukr. Анатолій Михайлович Дяченко, ros. Анатолий Михайлович Дяченко, Anatolij Michajłowicz Diaczenko (ur. 25 marca 1953 w Połtawie, Ukraińska SRR) – ukraiński piłkarz, grający na pozycji bramkarza, trener i funkcjonariusz piłkarski.

## Kariera piłkarska
W 1970 rozpoczął karierę piłkarską w klubie Budiwelnyk, który potem nazywał się Kołos i Worskła Połtawa. Ogółem przez 16 lat bronił barw połtawskiego klubu. W 1985 zakończył karierę piłkarza.

## Kariera trenerska i funkcjonariusza
Po zakończeniu kariery piłkarza rozpoczął pracę szkoleniowca i funkcjonariusza piłkarskiego. Od 1982 roku pracował jako instruktor w towarzystwie sportowym "Kolos" w Połtawie i obwodowym komitecie sportu. Od 1986 do 1991 roku pracował w Połtawskim obwodowym komitecie sportu na stanowisku dyrektora oddziału futbolu. Od 1988 do 1991 - członek Prezydium Federacji Futbolu Ukraińskiej SRR w Komitecie Sportu ZSRR. W 1991 roku został wybrany na przewodniczącego Połtawskiego Obwodowego Związku Piłki Nożnej, którym kieruje nadal. Jest członkiem Komitetu Wykonawczego Federacji Futbolu Ukrainy (od 1991).
Od 1 sierpnia do 7 listopada 1991 w składzie rady trenerskiej pomagał trenować Worskłę Połtawa.
Delegat Federacji Futbolu Ukrainy w Wyższej lidze od 1992 roku. Od 1995 roku - członek Prezydium Federacji Futbolu Ukrainy. Od 1997 roku - członek Biura Profesjonalnej Ligi Piłki Nożnej Ukrainy, od 1998 - członek Komitetu Wykonawczego Stowarzyszenia amatorskiej piłki nożnej.
W 1995 roku został wybrany przewodniczącym Komitetu Inspektorskiego Federacji Futbolu Ukrainy. Od 16 sierpnia 2000 pracował jako przewodniczący Komisji rozwoju piłki nożnej w regionach "Rada Regionów FFU". Od 2011 jest zastępcą przewodniczącego komitetu delegatów FFU.

## Sukcesy i odznaczenia

### Odznaczenia
- tytuł Zasłużonego Pracownika Kultury Fizycznej i Sportu Ukrainy: 2003
- Honorowa Odznaka Prezesa Federacji Futbolu Ukrainy: 2001
- Order „Za zasługi” klasy III: 2006